# Дуду Сеаренсе
Алесандро Силва де Соуза – Дуду е бразилски футболист, централен полузащитник. Има 12 мача за националния отбор на своята страна, с който играе на Купафа на Конфедерациите и Панамериканските игри през 2003 г. и Копа Америка през 2004 г. Носител на Купата на УЕФА през 2005 г. в състава на ЦСКА Москва.

## Кариера
Започва кариерата си във Витория Баия. През 2004 г. отива в Кашива Рейсол. Същата година печели Копа Америка в състава на националния отбор на Бразилия. След половин година е взет от френския Рен. В началото 2005 г. е купен от ПФК ЦСКА Москва. Той взима номер 20. Дебютира на 17 април 2005 г. срещу Зенит. Дуду става двукратен шампион на Русия с ЦСКА и носител на купата на УЕФА. Там играе с неговите сънародници Даниел Карвальо, Вагнер Лав, Жо и Рамон. През 2007 г. Дуду пожелава да напусне московският гранд. Пристига оферта от Гремио, но тя е отказана. В средата на 2008 е продаден на Олимпиакос за 6 млн. евро. Той става един от най-ценните играчи на Олимпиакос. През 2009 г. печели титлата купата на Гърция. През април 2011 г. подписва с Атлетико Минейро. В родината си Дуду е преследван от много травми и записва само 13 мача през сезона. През юни 2012 г. е освободен. Месец след като остава без отбор Дуду поддържа форма с ЦСКА Москва. От 2014 г. е футболист на ОФИ Крит.
След края на кариерата си през 2019 г. работи като финансов консултант.